# فيست أوف ذا نورث ستار: كينز رايج
لعبة فيست أوف ذا نروث ستار: كينز رايج (بالإنجليزية:Fist of the North Star: Ken's Rage) (باليابانية:北斗無双) وتنطق بHokuto Musō ، وتعني: قبضة نجم الشمال: غضب كين، هي لعبة إلكترونية من إنتاج شركة تيكمو كوي للألعاب الإلكترونية.

## تاريخ إصـدار اللعبة
فقد أطلق النسخة اليابانية في 25 مارس 2010، بينما النسخة الأوروبية ستطلق في الثاني من نوفمبر القادم عام 2010، والنسخة الأمريكية سيطلق في نفس العام.

## قصة اللعبة
بعد أن ضربت الكرة الأرضية بالقنبلة النووية، انتشر فيها مجرمى وقطاع الطرق، وينقسم الأنظمة الديكتاتورية إلى قسمين : قسم من أتباع الملك شين Shin يقوم بالسيطرة على المنطقة بالحديد والنار، يقوم سياسته باستعباد البشر وإهانتهم والتحقير لهم، وقسم آخر من أتباع راو، الملك الدموى يقوم نفس سياسة الهيمنة على المنطقة كما فعل الملك شين، ويقوم البطل كينشيرو بالقضاء على هاذين المتوحشين من خلال مواجهة جنودهم من قطاع الطرق والطائعين لأحد الملكين.

## الشخصيات
- كينشيرو : بطل اللعبة
- الملك شين : الخصم الأول للبطل كين
- الملك راو : شقيق البطل كين (بالانتساب)
- بات : الفتى صديق كينشيرو
- لين : فتاة صغيرة، تحب الخير وتزرع الزهور
- جوليا : في النسخة اليابانية تنطق يوريا، وهي خطيبة كينشيرو
- ساوثر : صاحب مشروع بناء أكبر هرم في العالم، يقوم بإجبار الصغار لبناء الهرم الكبير بالإكراه
- توكي : المعلم وهو أصل الوريث وشقيق كينشيرو وراو، فلما أثر عليه غبار من الأشعة النووية تسلم الوصية القتالية لكينشيرو.
- جاكي : شقيق الأصغر لكينشيرو، وهو وغد ويشهر بحمل السلاح في وجوه المتخاصمين، وخاصة كينشيرو.

## مواضيع ذات صلة
- The Official Hokuto Musou Site (باليابانية)
- KOEI Warriors نسخة محفوظة 19 يناير 2008 على موقع واي باك مشين.
- The Koei Wiki - Hokuto Musou